# Hjerpsted Sogn
Hjerpsted Sogn (dt. Jerpstedt) ist eine Kirchspielgemeinde (dän.: Sogn) in Nordschleswig, Dänemark. Sie liegt nordwestlich der Stadt Tønder (dt. Tondern) unmittelbar an der Küste der Nordsee schräg gegenüber der Insel Rømø (dt. Röm). Sie gehörte bis 1970 zur Harde Tønder, Højer og Lø Herred im damaligen Tønder Amt, danach zur Højer Kommune (dt.: Hoyer) im damaligen Sønderjyllands Amt, die im Zuge der Kommunalreform zum 1. Januar 2007 in der „neuen“  Tønder Kommune in der Region Syddanmark aufgegangen ist.

## Gemeindegebiet

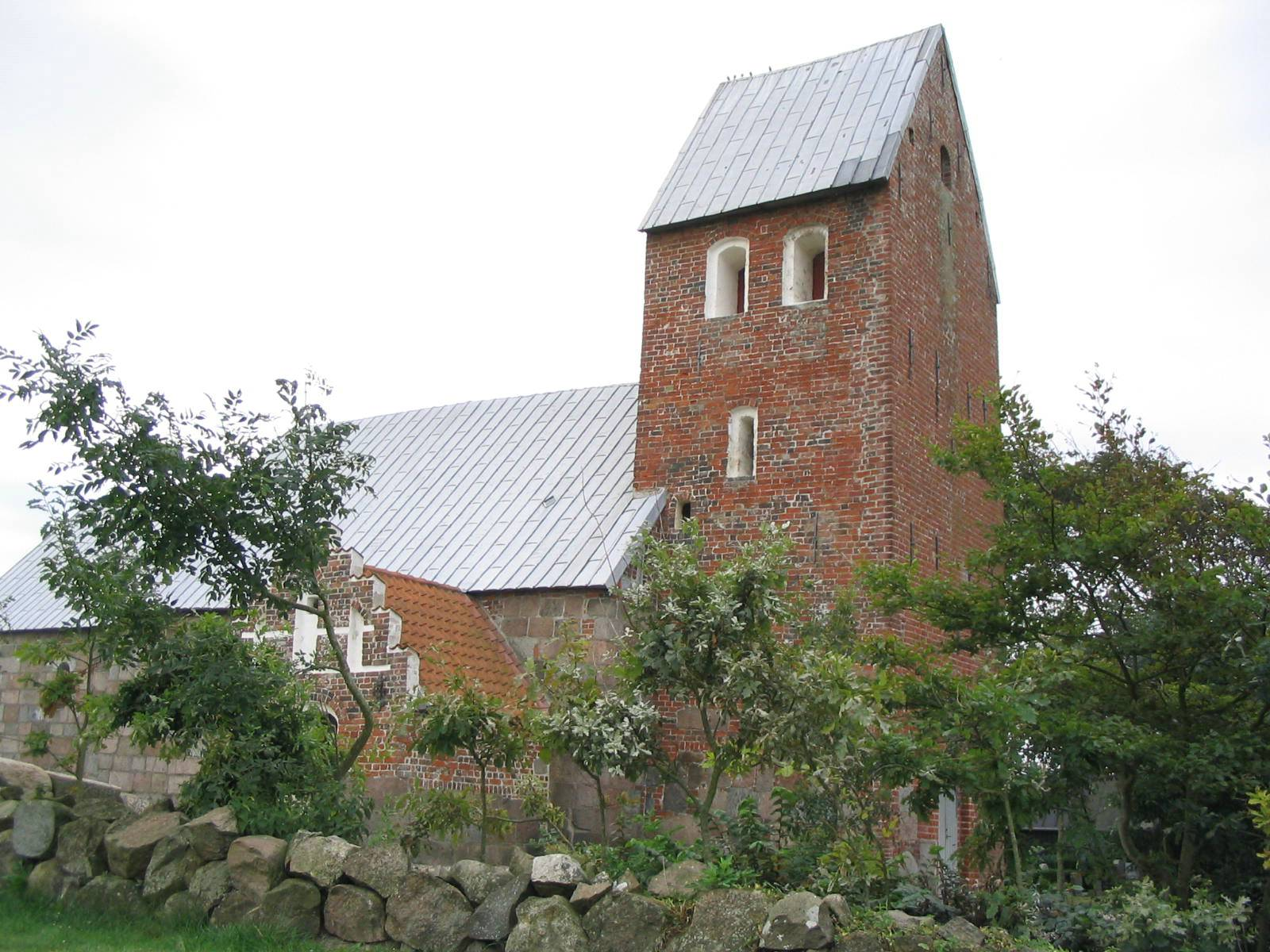
Kirche zu Hjerpsted

Hjerpsted zählt zu den kleinsten Gemeinden in Nordschleswig und hatte am 1. Januar 2023 87 Einwohner, die sich auf ein Areal von 11,14 km² verteilen.
Das Kirchspiel liegt vollständig auf einer Geestzunge, die hier unmittelbar an die Nordsee reicht und in Verlängerung des „Emmerlev Klev“ (dt. Emmerleffer Kliff) eine kleine Abbruchkante bildet. Marschen gibt es in Hjerpsted daher nicht. Dennoch ist das Land ziemlich flach, der höchste Punkt beträgt nur 17 Meter über Normalnull.
Neben dem Kirchdorf Hjerpsted bildet das weiter nördlich gelegene Koldby die einzige größere Ansiedlung.
Hjerpsted grenzt im Norden an das Kirchspiel Ballum und an einem Punkt an der Landstraße an Skast (dt. Schads), im Osten und Süden an Emmerlev.
Außerdem gehört zur Gemeinde die ehemalige kleine Hallig Jordsand, die heute nur noch eine Sandbank und als Vogelschutzgebiet geschützt ist.

## Geschichte
Zahlreiche zum Teil gut erhaltene Grabhügel belegen, dass Hjerpsted schon in der Jungsteinzeit besiedelt war. Im Mittelalter gehörte der Ort zur Hoyerharde. Ohne Zweifel war das Kirchspiel früher größer, wurde aber durch Sturmfluten dezimiert. Einige Besitzungen in der Gemeinde gehörten dem Bischof von Ribe und damit bis 1864 zum Königreich Dänemark, während der Rest unter dem Amt Tondern stand. 
Nach dem Krieg von 1864 kam Hjerpsted wie fast das gesamte Herzogtum Schleswig zum Königreich Preußen. Es bildete ab 1867 eine eigene Landgemeinde im Kreis Tondern. Bei der Volksabstimmung über die staatliche Zugehörigkeit am 10. Februar 1920 stimmten 136 Jerpstedter für Dänemark und nur 20 für Deutschland. Im nun wieder dänischen, aber auf die nördliche Hälfte reduzierten Amt Tondern bildete Hjerpsted trotz geringer Größe bis zur Kommunalreform 1970 eine politisch selbständige Kirchspielsgemeinde. Bis 2006 gehörte Hjerpsted zu Højer und seit 2007 zur Großkommune Tønder, deren Gebiet in etwa dem 1970 aufgelösten Amt entspricht.

## Sehenswürdigkeiten
An der Nordsee westlich des Dorfes in Sichtweite der Küste liegt die Johanniskirche. Sie besteht aus Granitquadern und ist im romanischen Stil erbaut. Hjerpsted zählt zu den am besten erhaltenen Ortschaften im Bereich der nordschleswigschen Westküste mit seinen zahlreichen alten Strohdachhäusern. Nördlich des Dorfes sind einige größere Grabhügel erhalten geblieben.

## Persönlichkeiten
- Hermann Möller (* 1850 in Hjerpsted; † 1923 in Kopenhagen), historischer Linguist und Hochschullehrer